# جیک سالیوان
جِیْکاب جرمایا سالیوان (به انگلیسی: Jacob Jeremiah Sullivan؛ زادهٔ ۲۸ نوامبر ۱۹۷۶ در برلینگتون) یک سیاستمدار آمریکایی است که از سال ۲۰۲۱ تا ۲۰۲۵ به عنوان ۲۹مین مشاور امنیت ملی رئیس‌جمهور ایالات متحده آمریکا در دولت بایدن فعالیت کرد. او مشاور ارشد سیاست مبارزات انتخاباتی ریاست جمهوری هیلاری کلینتون ۲۰۱۶ با تخصص در سیاست خارجی بود.
در حال حاضر، سالیوان عضو پیوسته مونتگومری در کالج دارتموث و عضو پیوسته ارشد و استاد عضو هیئت علمی سیاست عمومی در مدرسه سیاست عمومی کارسی است.

## پیشینه

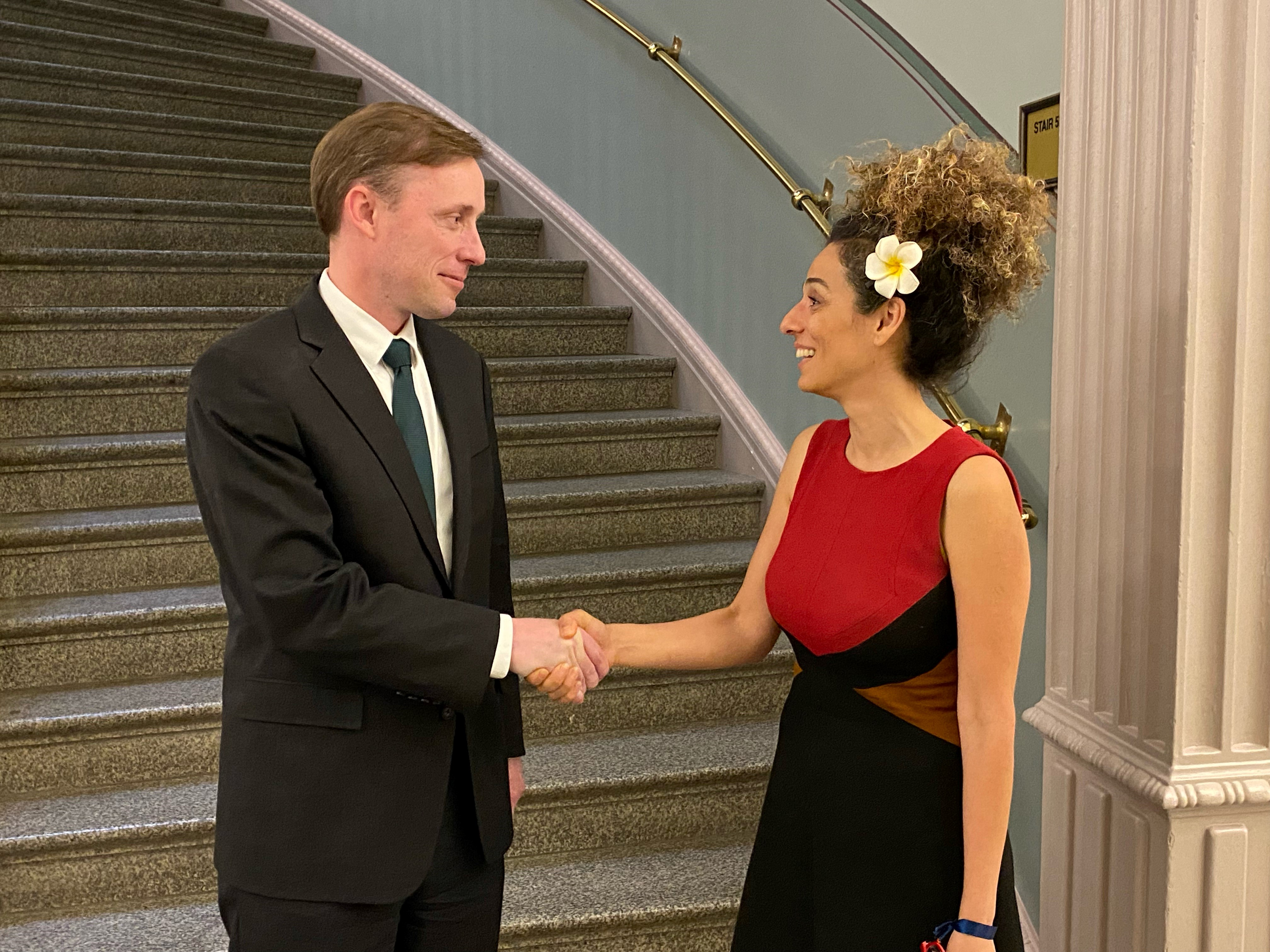
سالیوان و مسیح علی‌نژاد، ژوئیه ۲۰۲۱‏

سالیوان همچنین مشاور ارشد دولت آمریکا در مذاکرات هسته ای ایران و استاد مدعو در دانشکده حقوق ییل بود.
قبل از تدریس در ییل، سالیوان در دولت اوباما به عنوان قائم مقام دستیار رئیس‌جمهور و مشاور امنیت ملی معاون رئیس‌جمهور آمریکا جو بایدن کار می‌کرد. وی همچنین به عنوان مدیر برنامه‌ریزی سیاست در وزارت امور خارجه ایالات متحده و به عنوان قائم مقام رئیس ستاد کارکنان وزیر امور خارجه ایالات متحده هیلاری کلینتون خدمت کرد. پیش از این، وی قائم مقام سیاست در کمپین انتخابات ریاست جمهوری هیلاری کلینتون در سال ۲۰۰۸ و عضو تیم آماده‌سازی برای مناظره کمپین انتخابات سراسری باراک اوباما بود.